# خلیستوف (منطقه تربیچ)
خلیستوف (به چکی: Chlístov) یک منطقهٔ مسکونی در جمهوری چک است که در منطقه تربیچ واقع شده‌است. خلیستوف ۳٫۷۷ کیلومتر مربع مساحت و ۲۳۲ نفر جمعیت دارد و ۵۶۸ متر بالاتر از سطح دریا واقع شده‌است.